# 무기화학의 IUPAC 명명법
무기화학의 IUPAC 명명법(영어: IUPAC nomenclature of inorganic chemistry)은 화학 명명법으로 국제 순수·응용 화학 연합(IUPAC)에서 권장하는 무기 화합물의 체계적인 명명법이다. 이것은 《무기화학의 명명법》(비공식적으로는 레드북(Red Book)이라고 함)에 게재되어 있다. 이상적으로는 모든 무기 화합물에는 명확한 화학식을 결정할 수 있는 이름이 있어야 한다. 유기화학의 IUPAC 명명법도 있다.

## 같이 보기
- IUPAC 명명법
- 유기화학의 IUPAC 명명법